# Carapichaima
Carapichaima es una localidad de Trinidad y Tobago, que forma parte de la región de Couva-Tabaquite-Talparo.

## Geografía
La localidad abarca parte de la isla Trinidad y limita al norte con Peterfield (perteneciente al borough de Chaguanas), al sur con Mc Bean, al este con Chandernagore, Chase Village y St. Mary's Village y al oeste con Butler Village y Warren Village.

## Demografía
Datos demográficos de la localidad de Carapichaima:
| Gráfica de evolución demográfica de Carapichaima entre 2000 y 2011 |
|                                                                    |